# موش‌های بزرگ‌جثه
موش‌های بزرگ‌جثه (نام علمی: Kunsia) نام یک سرده از زیرخانواده سینی‌دندانیان است.